# NGC 6952
NGC 6952（也稱為NGC 6951）是一個位於仙王座的棒旋星系，距離地球約7,500萬光年，直徑約為10萬光年。
耶羅姆·尤金·科吉亞與路易斯·斯威夫特分別於1877年與1878年獨立發現該星系。